# Ave maris stella
Ave maris stella (с лат. — «радуйся, Звезда морская») — католический гимн. В богослужении католиков используется в различных богородичных («марианских») службах Оффиция.

## Характеристика
Поэтический текст (анонимный), в инципите которого обыгрывается фонетическая близость латинских слов maria и Maria, известен с VIII века. Наиболее известная мелодия хорала первого тона (также анонимная) датируется XII веком. Каждая строфа состоит из четырёх стихов, написанных трёхстопным хореем. Рифма отсутствует. В мелодии силлабика чередуется с небольшими слоговыми распевами в типично невматическом стиле. Кроме общеизвестной мелодии первого тона, канонизированы также мелодии четвёртого и (ещё одна) первого тона.
Существуют версии гимна на английском, немецком и французском языках.

## Текст

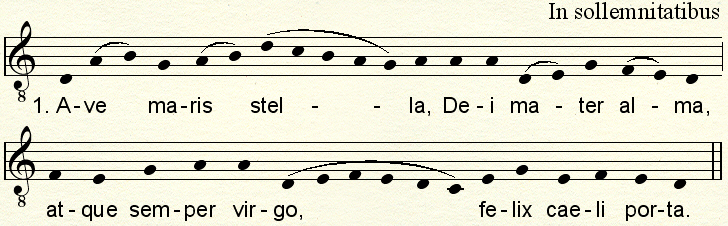
Гимн Ave maris stella I тона (показана первая строфа)

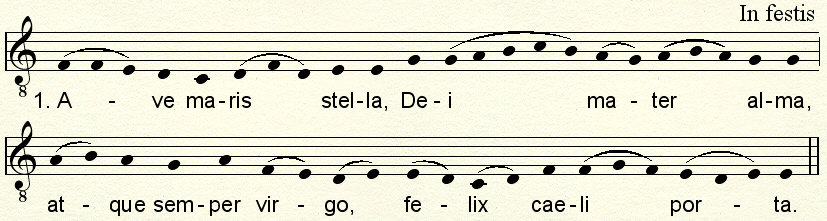
Гимн Ave maris stella IV тона (показана первая строфа)

| 1. Ave, maris stella, Dei mater alma, Atque semper virgo, Felix caeli porta. 2. Sumens illud Ave Gabrielis ore, Funda nos in pace, Mutans Hevae nomen. 3. Solve vincla reis, Profer lumen caecis, Mala nostra pelle, Bona cuncta posce. 4. Monstra te esse matrem, Sumat per te precem Qui pro nobis natus Tulit esse tuus. 5. Virgo singularis, Inter omnes mitis, Nos culpis solutos, Mites fac et castos. 6. Vitam praesta puram, Iter para tutum, Ut videntes Iesum Semper collaetemur. 7. Sit laus Deo Patri, Summo Christo decus, Spiritui Sancto Tribus honor unus. Amen. | О Звезда над зыбью Матерь Бога-Слова, Ты вовеки Дева, Дщерь небес благая. Знаменует «Аве» Ангельского зова Грешной имя Евы: От грехов спаси нас! Мир даруй заблудшим, Свет открой незрячим, Истреби в нас злое, Ниспошли нам благо. Не отринь нас, Матерь, Заступись пред Сыном, Для спасенья грешных В мир тобой рождённым. Дева без порока, Меж благих благая, Дай и нашим душам Чистоту и благость. Разреши от скверны, Сбереги от ада, Даруй светлость сердца, Даруй радость в Боге. Честь Отце возносим, Сыну шлём хваленье И Святого Духа Благочестно хвалим. (Литературный перевод С. С. Аверинцева) |

## Рецепция
Начиная с позднего Средневековья композиторы наряду с текстом использовали также оригинальную мелодию хорала (первого тона), на которую писали собственную многоголосную обработку, как фобурдон Гильома Дюфаи, который, имея в виду так называемое альтернативное исполнение гимна, положил на музыку только его чётные строфы. Текст и мелодию Ave maris stella обрабатывали многие композиторы эпохи Возрождения. В частности, мелодию гимна в качестве заданного голоса (cantus firmus) использовали в своих мессах Жоскен Депре, де Виктория, Палестрина, Бёрд, органные версеты на мелодию гимна сочиняли Кабесон и Фрескобальди (Fiori musicali).
Интерес к гимну спал в эпоху барокко и классицизма. В Ave maris stella Монтеверди (часть его «Вечерни», 1610) использован канонический текст. Мелодия же (также каноническая, первого тона), порученная солистам, существенно видоизменена, при этом её перемежают инструментальные интермедии на собственную музыку. В небольшой кантате М. А. Шарпантье (H 60) текст гимна положен на собственную музыку композитора. В XIX веке и позже композиторы использовали, как правило, только текст гимна (как Дворжак в одноимённой песне для голоса с органом или Григ в песне для голоса с фортепиано [EG 150]) или, наоборот, использовали только мелодии гимна без текста (как Франк в сборнике органных прелюдий для сопровождения богослужения или Лист в своей фортепианной пьесе на фрагмент мелодии четвёртого тона). В XX веке обращения к Ave maris stella редки (П. М. Дейвис использовал мелодию гимна в своей одноимённой пьесе для секстета инструментов).
В 2014 году текст гимна (первая, вторая, третья и последняя строфы) был использован российским рок-музыкантом Б. Б. Гребенщиковым в песне Stella Maris из альбома «Соль».

## Ссылка
- Ave maris stella (хор бенедиктинского аббатства Ганагоби)
- Ave maris stella (Schola Gregoriana Mediolanensis)
- Ave maris stella (обработка в «византийском» стиле)